# Billardtisch (Pool)

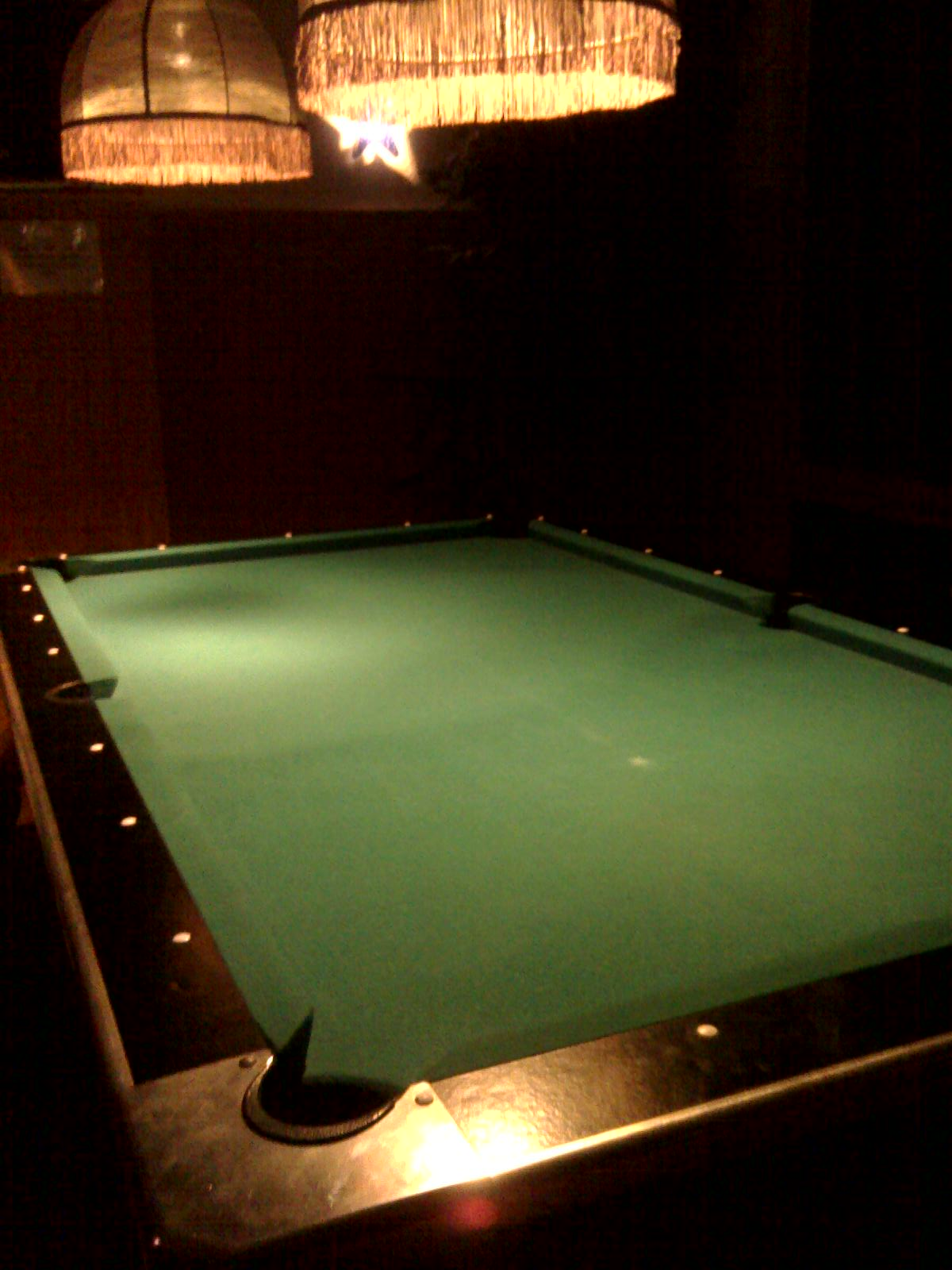
Pool-Billardtisch.

Der Billardtisch für Poolbillard unterscheidet sich vor allem in seiner Größe und Spielflächengestaltung von anderen Billardtischen. Die Größen und Ausgestaltungen sind in einer Norm durch die offiziellen Verbände (z. B. DBU = Deutsche Billard-Union e. V.) festgelegt.
Danach sind zwei sog. Spielfeldgrößen verbindlich zugelassen (erlaubte Toleranzen von ±0,5 %):
- Der 8-Fuß-Tisch, Spielfläche, Länge zu Breite = 2240 mm × 1120 mm, Mindestgewicht: 300 kg (Mindestgröße bei (internen) Meisterschaften)
- Der 9-Fuß-Tisch, Spielfläche, Länge zu Breite = 2540 mm × 1270 mm, Mindestgewicht: 350 kg (Maße für Bundesliga, deutsche und internationale Meisterschaften).
- Der 6-Fuß-Tisch, bei Blackball (Maße für Bundesliga, deutsche und internationale Meisterschaften).

Es ergibt sich somit ein Verhältnis von 2:1 zwischen Länge und Breite. Die Tischhöhe muss zwischen 750 und 850 mm betragen.

## Bestandteile
Der äußere Rahmen (Bandenspiegel) muss mindestens 100 mm breit sein, um die Finger zur Queueführung aufzulegen. In den Kopf- und Fußbandenspiegeln sind je drei und in den Längsbandenspiegeln je sechs Markierungen (die sogenannten Diamanten) in normierten gleichen Abständen (Verhältnis: 1:8 der Spielfeldlänge) vorhanden. Sie sind z. B. aus Elfenbein, Metall, Perlmutt oder anderem Material entweder rund oder eckig plan im Bandenspiegel eingearbeitet. In den Längsbandenspiegeln befinden sich jeweils drei der Markierungen rechts und links von der Mitteltasche (Senktasche/Lochtasche). Diese Markierungen helfen, das Bandenspiel und das Anspielen der Spielkugeln zu berechnen. Weitere Senktaschen/Lochtaschen sind die vier Ecktaschen, so dass der Tisch über sechs Taschen/Löcher verfügt.
Die Maße der Mitteltaschen betragen vorne 135 mm bis 145 mm und hinten 110 mm bis 120 mm, während die der Ecktaschen vorne 125 mm bis 135 mm und hinten 105 mm bis 115 mm betragen.
Je nach Ausstattung können die gelochten Spielkugeln über ein Rücklaufsystem (Kugelrückführung), seitlich oder am Fußende unterhalb der Spielebene, an eine Sammelstelle geführt werden, und die weiße Kugel (überwiegend bei gewerblichen Tischen) wird zur Wiederbenutzung ausgeworfen.
Das Bandenholz ist das Holz, an dem bei einem Billardtisch der Bandengummi festgeklebt wird. Es muss einen bestimmten Winkel auf der einen Seite haben, damit die vorderste Ecke des Bandengummis etwa eine Höhe von 36 mm hat. Später werden beide mit einem Billardtuch bespannt.
Die Bandendichte ist entscheidend für das Aufprall-, Lauf- und Effetverhalten der Spielkugeln und wird in Härte definiert, die sich aus der Gummimischung ergibt.
Die Spielfläche besteht meistens aus zwei oder drei geschliffenen Schieferplatten mit einer Dicke von mindestens 25 mm (~1 Zoll) bei Turniertischen, welche beim Aufbau des Tisches aneinandergefügt werden. Es gibt auch einteilige Platten mit bis zu 6 cm Dicke, die jedoch nur noch schwer zu transportieren sind. Die Fugen werden mit einem Zwei-Komponenten-Spachtel (z. B. Autospachtel) aufgefüllt, um den Spalt zwischen den Platten auszugleichen. Dann werden sie zu einer Spielfläche plangeschliffen. Bei billigen Tischen findet man auch eine Werkstoffplatte an Stelle der Schieferplatte.
Das Billardtuch (Tischbezug) wird an der Kopfseite geklammert, zur Fußseite fixiert, gespannt und an der Fußseite mit Klammern befestigt. Das Gleiche geschieht mit den zwei Längsseiten. Auf Tischen, die nicht die Möglichkeit bieten, das Tuch durch Klammern zu befestigen, wird das Tuch durch Sprühkleber angebracht. (Der Zeitaufwand für das Entfernen des alten Tuches und das Aufbringen des neuen Tuches beträgt für einen Geübten etwa 2½ Stunden.)
Der Bandenbezug (Bandentuch) wird getackert, und die Banden (zwischen 36 mm und 37 mm hoch) werden mit dem Tisch verschraubt. Tücher gibt es in zahlreichen Farben und Qualitäten. (Der Zeitaufwand für das Entfernen der Banden, des alten Tuches und Aufbringen des neuen Tuches beträgt für einen Geübten etwa drei Stunden.)

## Ausstattung
Unterhalb des Tisches befinden sich längsseitig Vorrichtungen, die der Ablage von Queues und der Brücke dienen.

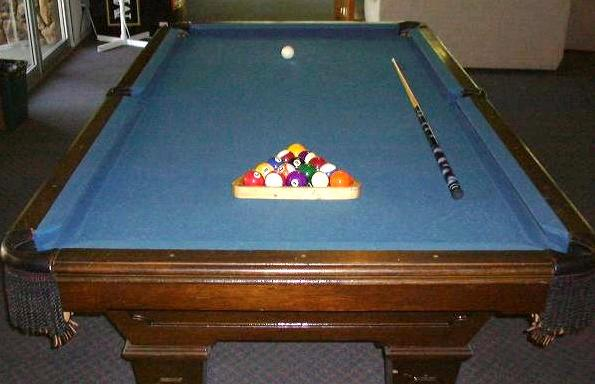
Tisch für Poolbillard mit Ausrüstung

Zurzeit sind unter anderem die Billardtücher 760, 860 von Iwan Simonis von der European Pocket Billiard Federation und der Deutschen Billard-Union; und zusätzlich von der DBU das Z9-Billardtuch, sowie Tücher der Firma Milliken zertifiziert.

## Platzbedarf
Zwischen Spielfeldrand und jeder Wand des Raumes sollten mindestens 150 cm Platz sein. Dieser zusätzliche Platzbedarf dient dem Ausholen mit dem Billardqueue, welches in der Regel etwa 147 cm lang ist. So errechnet sich der Platzbedarf um komplett problemlos spielen zu können. Da der weiße Spielball jedoch nur selten direkt an der Bande liegen bleibt, kann man auch bei weniger Platz Billard spielen. Sollte der Spielball nun doch direkt an der Bande stehen bleiben, greifen die Spieler für diesen einen Spielzug zu einem kürzeren Billardqueue. Der Platzbedarf sollte nicht in Quadratmetern gerechnet werden, da man die Länge und Breite des Raumes einzeln betrachten muss.
So ergibt sich:
Für einen 8-Fuß-Tisch benötigt man einen Raum mit einer Mindestgröße von 5,24 × 4,12 m.
Für einen 9-Fuß-Tisch benötigt man einen Raum mit einer Mindestgröße von 5,54 × 4,27 m.